# ショーン・パーカー
ショーン・パーカー（Sean Parker、1979年12月3日 - ）は、アメリカ合衆国の実業家であり、起業家。ナップスター、Plaxo、Causesを共同設立し、Facebookの初代CEOを務めた。

## 来歴
ヴァージニア州ハーンドン育ち。父親は著名な海洋学者で母親はインフォマーシャルのメディアバイヤー。妹が2人いる。7歳で父親にプログラミングを教わり、コンピューターに魅せられる。
幼い頃から水泳が得意だったが、やがて喘息が悪化したため、どこへいくにも吸入器を持ち運ばなければならなかった。本人曰く学校では「とても気まぐれな生徒」で成績は「A」か「F」のとても両極端なものだったらしい。自宅では父が持っていたアタリ社のコンピューターで遊んで、プログラミングを学び始める。コンピューター言語の「BASIC」を学びさらに「C言語」と「Perl」についても勉強した。
12歳の時には新聞の発行を試みる。やがて商品を安く大量に仕入れて高く売るだけで誰でもお金を稼げるというアイディアに夢中になり、8年生のときには模型飛行機を大量に下ろしてくれる業者を見つけその模型飛行機の販売で200ドルほどの利益を上げた。その後まもなく自分でウェブデザイン・ショップを始め、続いて「クロスウォーク」と名付けたセキュリティー会社を作った。
16歳の時にクラッキングを行ったことでFBIに逮捕され、公共奉仕を課せられた。1998年にヴァージニア州フェアファックス郡のオークトン高校を卒業後、1999年にP2Pを用いた音楽ファイルの共有サービス「ナップスター」に共同創業者として関わる。このサービスは一大ブームを巻き起こしたものの、著作権を無視したファイル交換が行われていたことの責任を問われてアメリカレコード協会 (RIAA) やメタリカをはじめとするアーティストから訴訟を起こされた結果、操業停止に追い込まれた。
2002年11月には、Microsoft Outlookと統合できるソーシャル・ネットワーキング・サービスの「Plaxo」を立ち上げたが、2人の株主との争いからPlaxoを去った。
2004年、ふとしたことから目にしたFacebookに興味を持ち、マーク・ザッカーバーグに助言を送る。同年、法人化にともなって初代CEOに就任、7％の株主となった。2005年、コカイン所持容疑によって逮捕されたことでFacebookを去ることを余儀なくされた。この件は証拠不十分により起訴されなかったが、最大の投資家であったアクセル・パートナーズのジム・ブライヤーによって職を追われた。
2006年、サンフランシスコを本拠とするベンチャーキャピタルのファウンダーズ・ファンドにマネージング・パートナーとして参加。
2009年、音楽ストリーミングサービスのSpotifyに興味を持ち、翌年に1500万ドルの出資を行った。

## ソーシャル ネットワークにおけるショーン・パーカー
Facebook時代のパーカーは、2010年の映画『ソーシャル・ネットワーク』（デヴィッド・フィンチャー監督）で描かれており、ジャスティン・ティンバーレイクが演じている。パーカー自身はこの映画について「完全なるフィクション作品」と述べており、「この映画のようにクールだったらよかったのに」と語っている。

## 参照
1. ↑  Vascellaro, Jessica E. (2009年4月16日). “Firm Lets Others Choose Start-Ups”. Wall Street Journal 2009年5月18日閲覧。
2. ↑  “『ソーシャル・ネットワーク』は完全なフィクション作品！初代社長が激白！”. シネマトゥデイ. (2011年1月26日) 2011年2月12日閲覧。